# Notice bibliographique
Une notice bibliographique (catalographique ou signalétique) est une fiche décrivant de manière unique et sans ambiguïté un objet (ressource documentaire) manipulé dans une bibliothèque, traditionnelle ou numérique ou un centre de documentation : DVD vidéo, CD audio, carte géographique, partition musicale, livre imprimé, fascicule, article d'un périodique, périodique imprimé, etc.

## Description
Elle agit en tant que son substitut identitaire le plus précis. En effet, elle rassemble un ensemble d'éléments permettant de 1) l'identifier ; 2) de le distinguer des autres manifestations apparentées (ex. : l'adaptation cinématographique d'un roman) ; 3) de le mettre en relation avec d'autres ressources partageant des attributs communs (ex. : auteur, sujet, type de média). De plus, une notice bibliographique est le produit du contrôle bibliographique. Ce dernier se rapporte à « l'ensemble des opérations par lesquelles l’information bibliographique est organisée et structurée, selon des normes établies, la rendant ainsi facilement identifiable et disponible ». Parmi ces opérations, il y a tout lieu de mentionner d'abord la description bibliographique appelée couramment catalogage descriptif. Elle se réalise, par rapport à la chaîne documentaire, immédiatement après l'acquisition et l'enregistrement, sur le plan administratif, de la ressource.
Cette opération se veut « le premier stade du traitement intellectuel du document ». Elle se décline en deux étapes complémentaires, à savoir d'une part la rédaction d'une description sommaire et factuelle : auteur(s), titre, caractéristiques matérielles, etc. et, d'autre part, « à partir de cette description, la désignation et la formulation de clés d’accès, permettant de rendre l’information signalétique accessible ». La description bibliographique s'effectue généralement en ayant le document à proximité de soi afin de faciliter le repérage des données descriptives. Les sources d'information à privilégier varient en fonction des aspects prescrits à décrire (champs ou zones de données) par la norme utilisée (ex. : ISBD, RDA). Par exemple, au moment de sa collecte de données bibliographiques, le catalogueur privilégiera de consulter la page de titre pour extraire les informations relatives au titre et à la mention de responsabilité lorsqu'il s'agit d'une monographie. Il examinera au besoin d'autres parties du document voire dans certains cas plus rares des sources externes pour compléter cette opération indispensable,. La normalisation de la description bibliographique rend possible la collaboration et l'échange de métadonnées entre les organismes et les institutions qui les élaborent (ex. : mise en place de catalogues collectifs tels que WorldCat). La classification, l'indexation, la condensation sont d'autres opérations du contrôle bibliographique qui, à l'inverse de la description bibliographique, font plutôt appel à l'analyse du contenu de la ressource. Enfin, le contrôle d'autorité et l'encodage complètent la production d'une notice bibliographique. Cette dernière, une fois complétée, s'ajoutera aux autres notices du catalogue.

## Utilisation
Une notice bibliographique contient différents types d'informations relatives à un document (ou à une collection, une série de périodiques), et plus précisément :
- des rubriques permettant à un lecteur d'identifier rapidement un document (exemple titre, auteur) ;
- un ou plusieurs identifiants permettant de désigner une entité bibliographique de façon unique (par exemple un ISSN, une URL ou un DOI) ;
- des informations destinées à le localiser avec plus ou moins de précision (exemple la cote dans une notice d'un livre dans une bibliothèque, le numéro de volume, de fascicule et la page de début pour un article de périodique) ;
- des informations permettant au lecteur d'approfondir le contenu (résumé) ;
- des informations permettant de le retrouver dans un moteur de recherche (clé d'accès), et par exemple les auteurs, les mots-clés, les codes de classement.

### Bases de données bibliographiques
Exemple :
Auteur, titre, éditeur, ville 2010

### Libre accès sur Internet
Dans le protocole OAI-PMH (Open Archives Initiative - Protocol for Metadata Harvesting), la notice bibliographique est, en format UNIMARC, considérée comme un item, c'est-à-dire qu'elle contient ou génère des métadonnées pour le protocole OAI, à la seule condition qu’un identifiant unique, construit selon les recommandations de l’Open Archive Initiative, puisse être attribué à l’item dans la base qui le contient.

## Normalisation
Il existe :
- une norme internationale orientée catalogage ISO 690 sur les documents, papier, ou électroniques, qui a donné AFNOR NF Z 44-005-2 orientée édition.
- une norme internationale : ISO 2709
- Deux fascicules de documentation consacrés à la description bibliographique des monographies (texte imprimé), qui ont été révisés en avril 2005, et sont disponibles auprès de l’AFNOR : FD Z44-050 et FD Z44-073.